# Donna addormentata con vaso nero
Donna addormentata con vaso nero (in ungherese Alvó nő fekete vázával) è un dipinto a olio realizzato dall'artista ungherese Róbert Berény fra il 1927 e il 1928. Si tratta di una raffigurazione della moglie del pittore sdraiata, con un abito blu, dietro a un tavolo su cui è posato un vaso nero. L'opera fu venduta nel 1928 ma se ne persero le tracce dopo la seconda guerra mondiale.
Nel 1999 uno scenografo di Stuart Little - Un topolino in gamba la utilizzò per allestire lo sfondo di una scena del film. Nel 2009 lo storico dell'arte Gergely Barki, mentre guardava il film insieme alla propria figlia, riconobbe il quadro, che si considerava perduto. Lo scenografo vendette poi il quadro a un collezionista d'arte, che lo vendette all'asta per 285 700 dollari.

## Descrizione
Il soggetto principale del dipinto, descritto come uno dei migliori lavori di Berény, è la sua seconda moglie, Eta Breuer, ed è in stile déco. La donna ha un'acconciatura tipica degli anni '20 e un vestito blu. In primo piano c'è un tavolo, su cui è posato un vaso nero. È dipinto a olio su tela con orientamento orizzontale ed è firmato dall'artista in basso a sinistra. La storica dell'arte Judit Virág descrive l'opera come una rappresentazione "perfetta" dell'arte europea degli anni '20, che incorpora elementi caratteristici delle tendenze artistiche contemporanee francesi, tedesche e russe.

## Storia

### Primi anni
Si ritiene che Berény abbia dipinto la Donna addormentata con vaso nero fra il 1927 e il 1928, periodo in cui era tornato a Budapest, nella sua nativa Ungheria, da Berlino, dove si era trasferito dopo la prima guerra mondiale. Il dipinto apparve in pubblico per l'ultima volta nel 1928 quando fu esposto all'Ernst Museum di Budapest prima di essere venduto. Negli anni successivi non si ebbero più notizie dell'opera, che venne considerata perduta dopo la seconda guerra mondiale.

### Riscoperta
Il dipinto fu venduto intorno al 1995 per 40 dollari a un'asta di beneficenza a San Diego al collezionista d'arte Michael Hempstead. Quest'ultimo lo rivendette a un negozio di antiquariato di Pasadena per 400 dollari, che all'epoca era il valore corretto per un'opera di Berény. Il quadro venne poi acquistato per 500 dollari da uno scenografo per conto della Sony Pictures Entertainment. Nel 1999 Hempstead vide il dipinto nel film Stuart Little - Un topolino in gamba, in cui veniva utilizzato come allestimento scenico all'interno della casa del personaggio principale. Hempstead cercò allora di rintracciare il quadro e di riacquistarlo sapendo che il valore delle opere di Berény, nel mentre, era aumentato, ma non ci riuscì. Oltre a Stuart Little, il dipinto apparve anche in diversi episodi di alcune serie, fra le quali In tribunale con Lynn. Lo scenografo che lo aveva comprato per conto della Sony acquistò il dipinto dalla compagnia cinematografica e lo appese in casa propria.
Il 24 dicembre 2009 lo storico dell'arte della Galleria nazionale ungherese Gergely Barki, mentre guardava Stuart Little a casa con la propria figlia di tre anni, riconobbe il dipinto, che riteneva perduto, ricordandosi di una fotografia in bianco e nero del 1928 che aveva visto tempo prima. Barki ritenne improbabile che il dipinto fosse una stampa o una copia in quanto Róbert Berény, all'epoca, era poco conosciuto. Lo storico inviò allora decine di e-mail a diverse società di produzione e a membri della troupe nel tentativo di rintracciare il quadro e, dopo due anni, ricevette risposta dallo scenografo che ne era in possesso. Barki venne allora invitato negli Stati Uniti e, dopo aver analizzato l'opera, ne confermò l'autenticità. Lo scenografo vendette poi il quadro a un collezionista d'arte, che lo mise all'asta nei primi giorni di dicembre 2014. Il dipinto era quotato con un prezzo base di 121 220 dollari e fu venduto il 13 dicembre a un collezionista privato ungherese per 285 700 dollari.